# Anatoli Wladimirowitsch Pokrowski
Anatoli Wladimirowitsch Pokrowski (russisch Анато́лий Влади́мирович Покро́вский; * 21. November 1930 in Minsk; † 2. Juni 2022 in Moskau) war ein sowjetischer und russischer Chirurg und Spezialist auf dem Gebiet der Gefäßchirurgie und Angiologie.
Im Jahr 1958 promovierte er und 1967 wurde er Doktor der medizinischen Wissenschaften (Doktor Nauk), 1968 Professor. 1959 begann er am neu gegründeten Institut für Thoraxchirurgie der Akademie der Medizinischen Wissenschaften der UdSSR in der Abteilung für erworbene Herzfehler zu arbeiten (seit 1961 Institut für Herz-Kreislauf-Chirurgie). 1964 wurde er Leiter der Abteilung für Chirurgie der großen Gefäße des Instituts für Herz-Kreislauf-Chirurgie A. N. Bakulew, das er die nächsten 20 Jahre leitete.
Seit 1997 war er Akademiker der Russischen Akademie der Medizinischen Wissenschaften (Korrespondierendes Mitglied seit 1982), seit 2013 Akademiker der Russischen Akademie der Wissenschaften. Er wurde geehrt mit dem Staatspreis der UdSSR (1975), Staatspreis der Russischen Föderation (2002) und Preis der Regierung der Russischen Föderation (2004). Er war Präsident der Russischen Gesellschaft der Angiologen und Gefäßchirurgen bis 2019, Präsident der Europäischen Gesellschaft für Gefäßchirurgie (2000), Leiter der Abteilung für Gefäßchirurgie am Chirurgieinstitut A. Wischnewski sowie Leiter der Abteilung für klinische Angiologie und Gefäßchirurgie der Russischen Medizinischen Akademie für Postgraduiertenausbildung.

## Einzelbelege
1. ↑  80 ЛЕТ АКАДЕМИКУ А.В. ПОКРОВСКОМУ. Abgerufen am 3. Dezember 2023.
2. ↑  ESVS office: In memory of Prof. Anatoly Pokrovsky. 7. Juni 2022, abgerufen am 3. Dezember 2023 (englisch).
3. ↑  https://www.researchgate.net/scientific-contributions/Anatoly-V-Pokrovsky-2115761506

| Personendaten    | Personendaten                                |
| ---------------- | -------------------------------------------- |
| NAME             | Pokrowski, Anatoli Wladimirowitsch           |
| ALTERNATIVNAMEN  | Покро́вский, Анато́лий Влади́мирович (russisch) |
| KURZBESCHREIBUNG | russisch-sowjetischer Chirurg                |
| GEBURTSDATUM     | 21. November 1930                            |
| GEBURTSORT       | Minsk                                        |
| STERBEDATUM      | 2. Juni 2022                                 |
| STERBEORT        | Moskau                                       |